# Saida Gunba
Saida Gunba (in georgiano საიდა გუმბა?; Sukhumi, 30 agosto 1959 – Pitsunda, 24 novembre 2018) è stata una giavellottista sovietica di origine georgiana.
Nel 1980 prese parte ai Giochi olimpici di Mosca, dove conquistò la medaglia d'argento nel lancio del giavellotto con la misura di 67,76 m.

## Palmarès
| Anno | Manifestazione  | Sede  | Evento                 | Risultato | Prestazione | Note |
| ---- | --------------- | ----- | ---------------------- | --------- | ----------- | ---- |
| 1980 | Giochi olimpici | Mosca | Lancio del giavellotto | Argento   | 67,76 m     |      |

## Campionati nazionali
- 2 volte campionessa sovietica del lancio del giavellotto (1978, 1979)

## Altre competizioni internazionali
1979
- 5ª alla Coppa del mondo di atletica leggera ( Montréal), lancio del giavellotto - 57,00 m